# 개금여자중학교
개금여자중학교(開琴女子中學校)는 대한민국 부산광역시 부산진구 당감동에 있는 공립 중학교이다.

## 학교 연혁
- 1988년 1월 19일 : 개금여자중학교 설립인가
- 1988년 3월 1일 : 초대 최장용 교장 취임
- 1988년 3월 5일 : 개교 및 입학식 거행 (8학급 447명)
- 1991년 2월 12일 : 제1회 졸업식 거행 (졸업생 435명)
- 1994년 2월 28일 : 도서관, 서편 5층 교실 및 화장실 증축 완공
- 2006년 8월 30일 : 도서실 (과꽃글터) 리모델링 개관
- 2008년 2월 5일 : 소강당 (지예관) 완공
- 2011년 3월 1일 : 부산광역시교육청 학교컨설팅영역 정책 연구학교 지정(~2012.02.29. 1년간)
- 2013년 1월 2일 : 식당 및 급식실 현대화 사업
- 2022년 12월 15일 : 학교공간 혁신사업(지예관 리모델링) 완공
- 2023년 9월 1일 : 제14대 김회경 교장 취임
- 2025년 2월 6일 : 제35회 졸업식(졸업생 99명, 총 10,493명)
- 2025년 3월 4일 : 제38회 입학식(4학급 입학생 110명)

## 참고 자료
- 개금여자중학교 - 한국교육학술정보원 학교알리미